# Kichwas

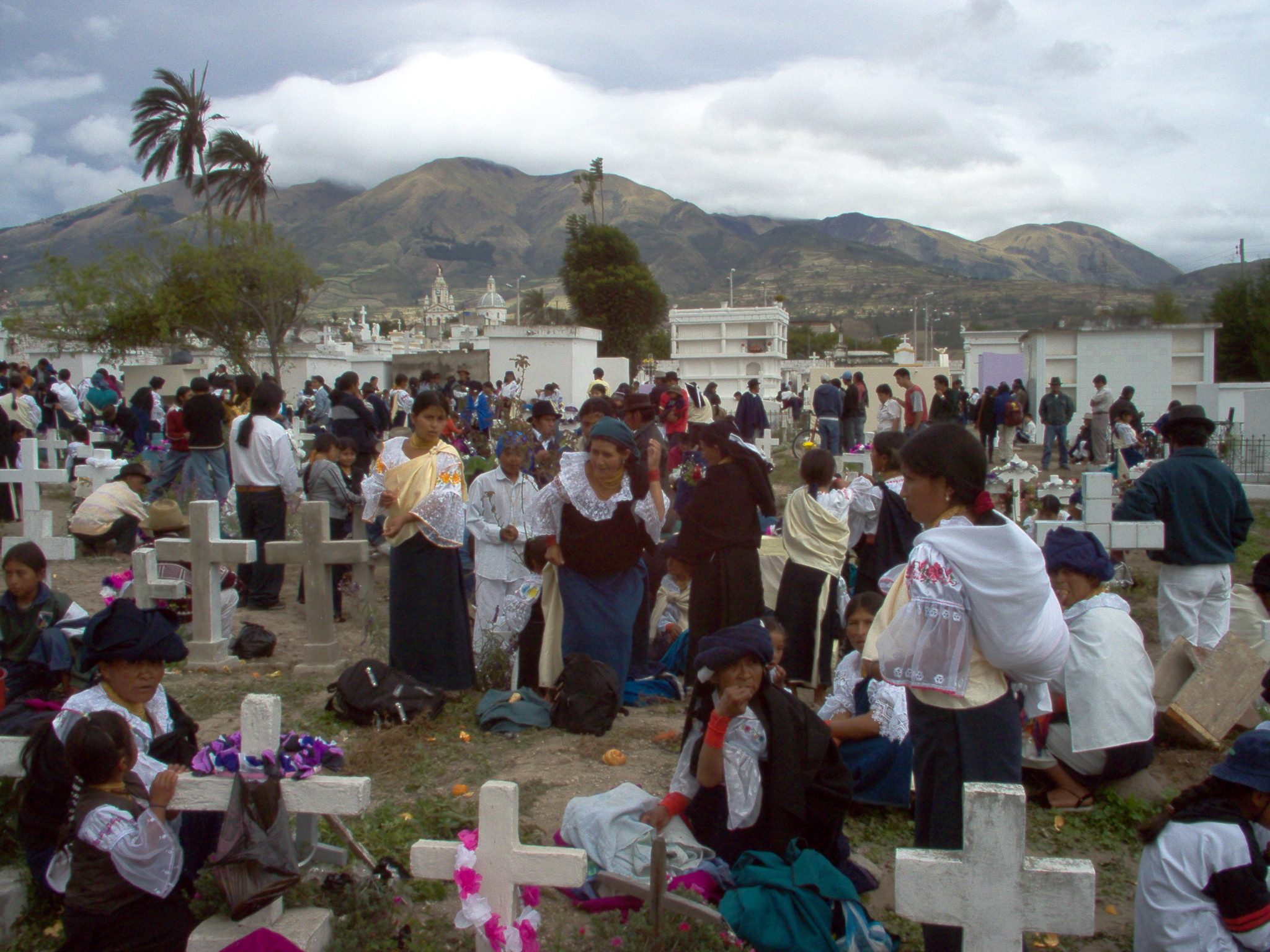
Otavalos en costume traditionnel célébrant le Jour des morts au cimetière de Cotacachi

Les kichwas sont un peuple d'Amérique du Sud. Ils forment la plus nombreuse des treize nationalités indigènes d'Équateur. Ils vivent dans la partie andine du pays ainsi que dans sa partie amazonienne. Les kichwas se caractérisent par la pratique de la langue kichwa, une variante du quechua. La nationalité kichwa se subdivise en plusieurs peuples, dont les Otavalos, les Kayambis et les Naporunas. Certaines populations kichwas vivent également au Pérou et en Colombie, près des zones frontalières avec l'Équateur
La principale organisation représentative des kichwas d'Équateur est ECUARUNARI, qui ne représente toutefois que les kichwas de la partie andine du pays. Les Kichwas d'Amazonie sont eux représentés au sein de la CONFENIAE.

## Les Kichwas de l'Amazonie

### Mode de vie

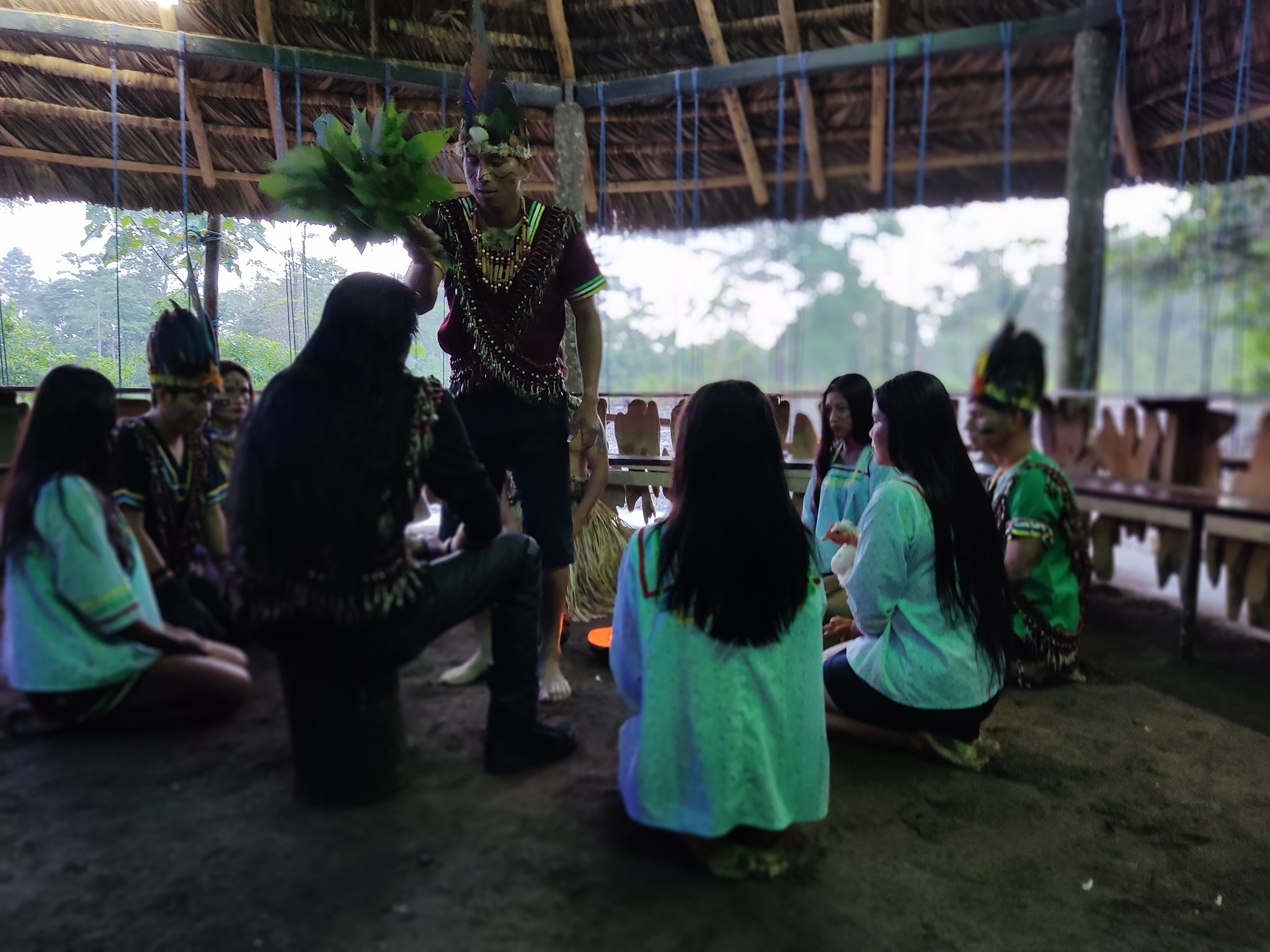
Un Yachak (Chaman) kichwa du Loreto, en Équateur

Les kichwas vivent de manière traditionnelle avec leurs propres ressources, récoltées au sein de la forêt tropicale qui les entoure. Ils dépendent donc de la chasse, la pêche, l'agriculture et l’élevage. Patates douces, maïs, haricots, chonta, cœurs de palmier, piments, viande, poisson, l'alimentation des kichwas est riche, bien que principalement basée de manioc, le riz et de différentes variétés de bananes.     
Aujourd’hui, avec l’apparition des routes, les kichwas achètent des conserves et de la viande en ville, le gibier devenant rare dans certaines communautés où la forêt primaire n’existe plus.
Traditionnellement, les kichwas utilisent les plantes médicinales, ornementales et rituelles, et cultivent l’ayahuasca et le tabac. Avec le bois, ils construisent les pirogues, les objets utilitaires, les outils, et les maisons, sous forme de petites huttes composées de bois et de palmes.  La boisson traditionnelle des kichwas, préparée par les femmes, est la chicha. C'est une boisson fermentée qui est bue tout au long de la journée, donnant de la force pour les travaux agricoles.
Avant la colonisation, leur agriculture était vivrière et le nomadisme était directement lié aux pratiques agricoles. Cependant, à la suite de l'arrivée des missionnaires, ces derniers ont concentré les populations indigènes autour des différents centres de vie : missions et petites villes. Les kichwas de l’Amazonie possédaient alors deux types de terrain pour vivre :    
- le quinquin llacta : zone peuplée relativement dense et proche d’une ville ou d’une mission. C’est là que se trouvaient la chacra (unité de production agricole vivrière), le marché, les événements rituels collectifs et les fêtes.

- le sacha purina llacta : lieu situé à l’intérieur de la forêt pluviale où il était aisé de chasser, pêcher et cultiver des plantes.

La chacra fournit tous les besoins alimentaires nécessaires au cours de l’année et le travail de la ferme se fait en famille. Ainsi, un des moments les plus importants de la vie de la communauté est la « minga », un travail communautaire destiné au bien de toute la communauté et auquel doit participer un membre de chaque famille, plusieurs familles travaillant ensemble. La chacra est encore présente aujourd’hui dans la majorité des fermes kichwas mais les produits qui y sont cultivés sont de plus en plus remplacés par des cultures de rentes.
Leur mode de vie est basé sur une pratique collective de réciprocité, de solidarité et d’égalité, avec un système d’organisation politique, administratif, spirituel et culturel collectif.

### Culture
Le peuple kichwa est constitué de communautés, qui regroupent les familles installées dans un territoire déterminé, et possède une identité culturelle qui leur est propre. Les communautés sont régies par des systèmes uniques d’organisation sociale, économique et politique. Chaque « communauté » s’identifie comme faisant partie d’un village et/ou d’une nationalité.     
La culture indigène Kichwa est le résultat d’un processus de conquête des peuples avec différentes caractéristiques culturelles, mais qui ont gardé en commun : une même langue, une même histoire, une même cosmovision qui organise la relation entre l’homme et la nature. Les piliers de leur culture sont le rapport à la terre, la Pachamama, et la solidarité.

### Combat contre les multinationales pétrolières
Depuis plus de quatre décennies, la forêt équatoriale amazonienne, riche d’une biodiversité sans pareil, est très convoitée par ses voisins américains : les kichwas, notamment la tribu du village de Sarayaku en Équateur, s’adonnent à un véritable bras de fer avec les multinationales pétrolières afin de protéger son territoire et la forêt.